# フリゲリ岬

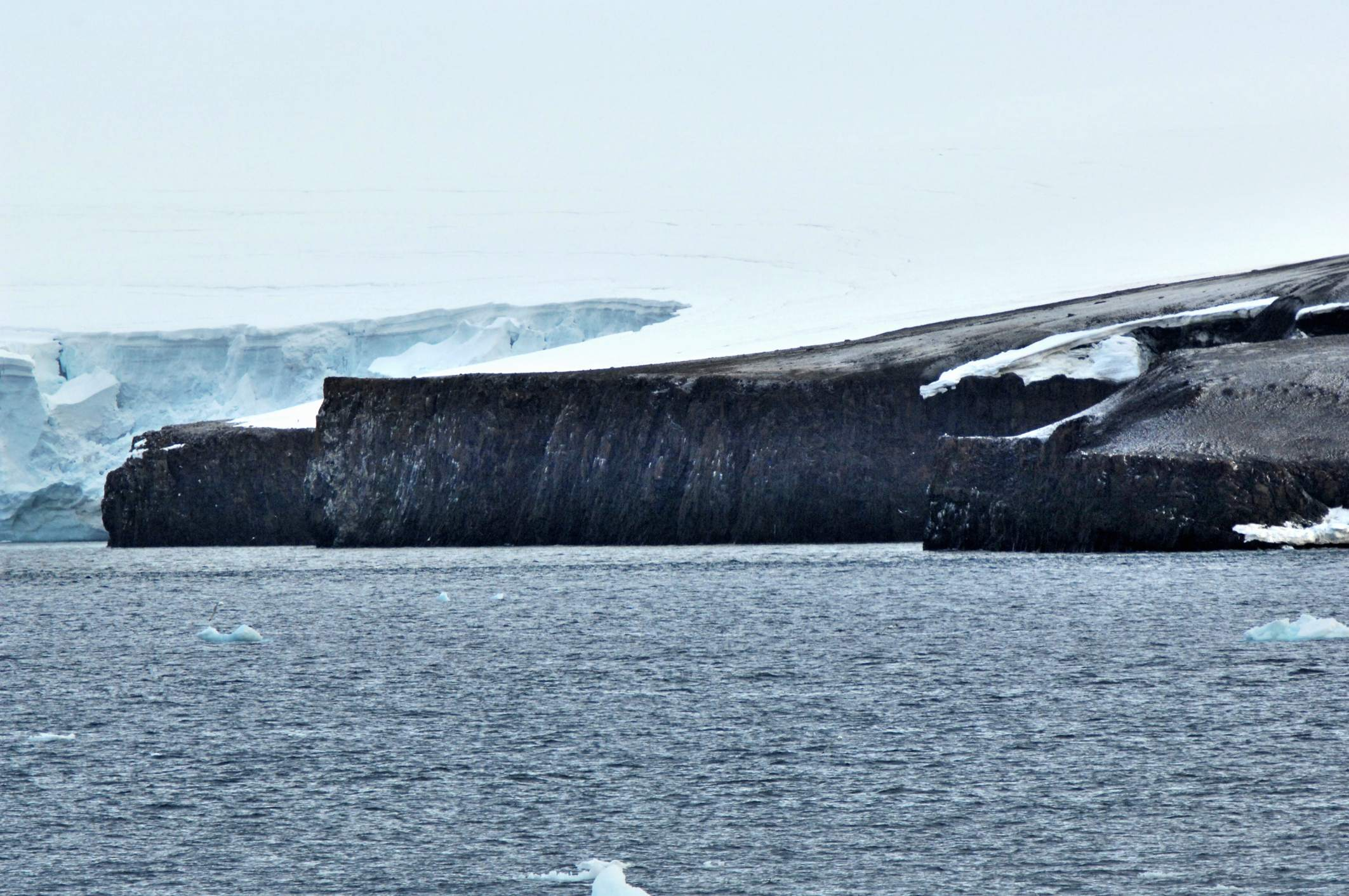
フリゲリ岬

フリゲリ岬（フリゲリみさき、ロシア語: Мыс Флигели, ラテン文字転写: Mys Fligeli, 英語: Cape Fligely）は、ヨーロッパ、ユーラシア、アフロ・ユーラシア大陸、ロシアの最北端であり、北極点から911 kmの所にある。ロシア連邦、ゼムリャフランツァヨシファにあるルドルフ島の北方の海岸に位置する。
この岬は、1874年4月12日にオーストリア＝ハンガリー帝国北極遠征隊によって最初に探検され、オーストリアの地図製作者・アウグスト・フォン・フリゲリ（1811年9月26日 － 1879年4月12日）の名を冠して、命名された。